# Okres Hajdúszoboszló
Okres Hajdúszoboszló (maďarsky Hajdúszoboszlói járás) se nachází v Maďarsku v župě Hajdú-Bihar. Jeho správním centrem je město Hajdúszoboszló.

## Sídla
V okrese se nachází celkem pět měst a obcí:
- Ebes
- Hajdúszoboszló
- Hajdúszovát
- Nádudvar
- Nagyhegyes